# Палченай (Грама Ніладхарі)
Грама Ніладхарі Палченай (№ 213A) — Грама Ніладхарі підрозділу ОС Північний Коралай-Патту, округ Баттікалоа, Східна провінція, Шрі-Ланка.

## Демографія
| Населення (2007) | Населення (2007) | Населення (2007) | Населення (2007) | Населення (2007) |
| Населення        | Чоловіки         | Жінки            | Діти             | Дорослі          |
| ---------------- | ---------------- | ---------------- | ---------------- | ---------------- |
| 1900             | 914              | 986              | 951              | 949              |